# Connarus reticulatus
Connarus reticulatus là một loài thực vật có hoa trong họ Connaraceae. Loài này được Griseb. mô tả khoa học đầu tiên năm 1866.